# Jewgeni Nikolajewitsch Karlow
Jewgeni Nikolaewitsch Karlow (aserbaidschanisch Yevqeni Nikolayeviç Karlov; russisch Евгений Николаевич Карлов; * 31. Mai 1960 im Dorf Dubowka, Uslowskij Rayon, Oblast Tula, RSFSR, UdSSR; † 11. April 1992 im Dorf Arış, Arisch, Rayon Füzuli; Republik Aserbaidschan) war ein aserbaidschanischer Pilot russischer Abstammung. Er fiel im Ersten Bergkarabachkrieg und wurde als „Nationalheld von Aserbaidschan“ ausgezeichnet.

## Leben
Karlow absolvierte 1984 die Höhere Militärfliegerschule für Piloten in Sysran in der Oblast Samara. Im selben Jahr wurde er nach Aserbaidschan abkommandiert und diente dort in der 845. separaten Hubschrauberstaffel der Luftstreitkräfte.
Nach Erlangung der Unabhängigkeit Aserbaidschans und der Gründung der aserbaidschanischen Streitkräfte beschloss Karlow hier zu bleiben. Mit Beginn bewaffneter Zusammenstöße in Bergkarabach meldete sich Karlov freiwillig und nahm unter anderem als Kommandeur eines Mil Mi-24-Hubschraubers an den Kämpfen um Ağdam, Ağdərə und Füzuli teil.
Bei einem der heftigen Gefechte um die Kontrolle über das Dorf Arış (Arisch) der Provinz Füzuli kam der Hauptmann Karlow am 11. April 1992 ums Leben.
Per Dekret des Präsidenten Aserbaidschans vom 7. Juli 1992 wurde Karlow posthum die Auszeichnung „Held Aserbaidschans“ verliehen.
Karlow wurde in seinem Heimatdorf Dubowka in der Oblast Tula beigesetzt.